# 受慶
宗室受慶，受慶，愛新覺羅氏，清朝皇室，滿洲正藍旗人，政治人物、同進士出身。
道光二年，等進士，改庶吉士。道光三年，任翰林院檢討，次年授日講起居注官、右贊善、左贊善、左中允。道光五年，任翰林院侍講。道光九年，任翰林院侍讀。道光四年，任右庶子。次年改侍講學士。道光十二年，任翰林院侍讀學士，稽查東四旗覺羅學。道光十三年，任詹事府詹事。道光十四年，任通政使司通政使、左副都御史。

## 祖系
- 多鐸（宗室始祖）
- 岳興阿 （祖）
- 海蘭泰（父，海郎泰）
- 奎潤（子）
- 孙儿光緒二十一年（1895年）乙未科进士寶銘、光緒十八年（1892年）壬辰科进士宗室寶熙。